# Linea 7 (metropolitana di Barcellona)
La linea 7 della metropolitana di Barcellona è una linea di metropolitana gestita da Ferrocarrils de la Generalitat de Catalunya (FGC) che serve la città di Barcellona, in Spagna. Copre la tratta tra le stazioni di Plaça de Catalunya e Avinguda Tibidabo. Il servizio opera sulla stessa tratta della linea di Balmes e condivide l'infrastruttura con altre cinque servizi ferroviari. In particolare condivide il tunnel della linea Barcelona-Vallès fino alla stazione di Gràcia, alla cui altezza la linea 7 si biforca verso il capolinea di Avinguda Tibidado.
Come per le altre linee gestite da FGC (le linee L6 e L8), non è stata considerata parte della rete della metropolitana fino alla realizzazione dell'integrazione tariffaria della rete di trasporto nella prima cerchia dell'area metropolitana di Barcellona (avvenuta nel 2001),
al cambio di denominazione da "U7" a "L7", avvenuto nel 2003, e all'aumento della frequenza delle corse.

## Caratteristiche generali

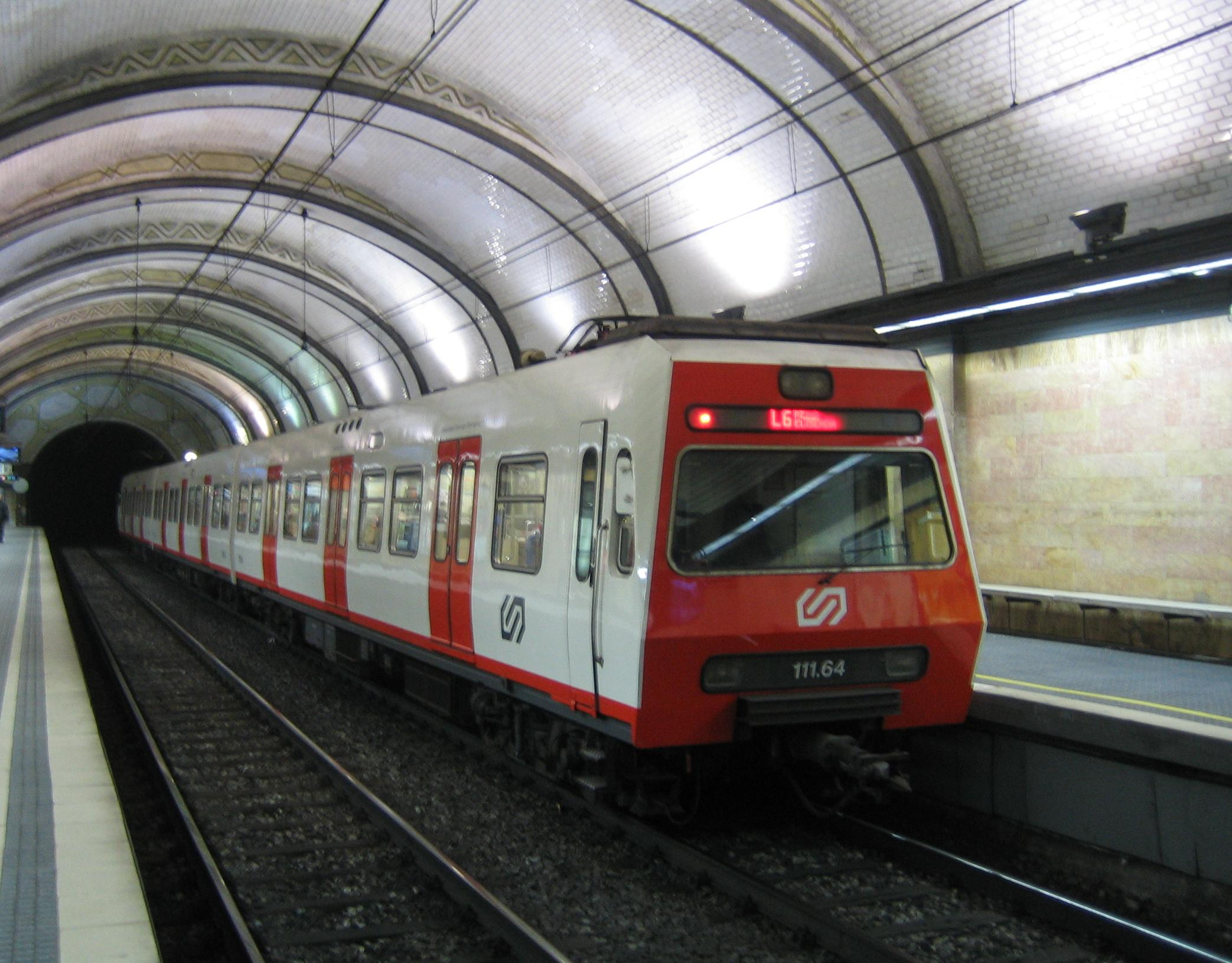
Treno della serie 111

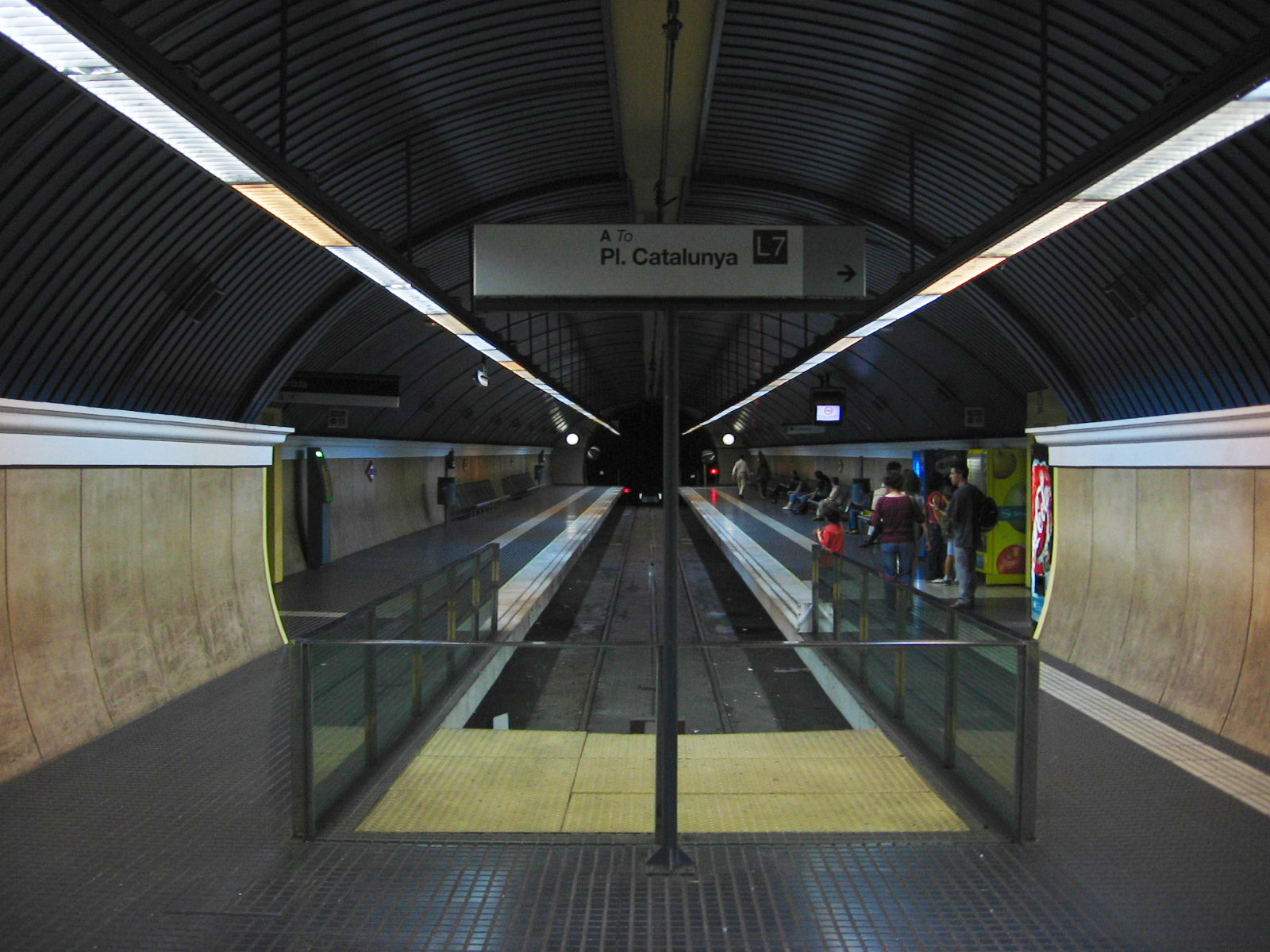
La stazione di Avinguda Tibidabo

La linea 7 è lunga 4 km, a doppio binario sotterraneo, e comprende sette stazioni. In base ai dati dell'Autoritat del Transport Metropolità (ATM), il volume di passeggeri trasportati complessivamente nel 2012 sulla linea Barcellona-Vallès (comprese le linee urbane L6 e L7) ammonta a 28,5 milioni, di cui 25,2 nella prima cerchia.
La frequenza delle corse della linea L7 varia tra i 2 minuti e i 6 minuti, a seconda degli orari e della tratta. Dal 14 aprile 2007 fino al 7 gennaio 2012 è stato attivo anche un servizio notturno al sabato e alle vigilie dei giorni festivi, poi soppresso per motivi di razionalizzazione dei costi.
La centrale di controllo, le officine e il deposito dei treni fanno capo al centro operativo di Rubí, lo stesso usato per la linea Barcelona-Vallès. Fino al 2004, parte delle officine e del deposito erano localizzate anche a Sarrià, centro ausiliario poi smantellato in seguito all'accorpamento con il centro operativo di Rubì.
La linea copre esclusivamente la municipalità di Barcellona, servendo due distretti: l'Eixample e Sarrià-Sant Gervasi.

## Materiale rotabile
Per la linea vengono usati treni delle serie 111 e 112.

## Stazioni
Le stazioni sono tutte a due marciapiedi laterali. Per la maggior parte sono provviste di dotazioni di accesso per persone a mobilità ridotta.

## Cronologia
- 1863: Inaugurazione del Ferrocarril de Barcelona a Sarrià (FBS), a scartamento largo e trazione a vapore.
- 1874: L'azienda accumula debiti e viene assorbita dalla società Ferrocarril de Sarrià a Barcelona SA (FSB).
- 1905: La linea viene elettrificata e convertita a scartamento standard.
- 1912: Viene costituita la società Ferrocarrils de Catalunya SA che acquisisce FSB.
- 1929: Interramento della linea nel tratto tra le stazioni di Plaça de Catalunya e Muntaner.
- 1953: Inaugurazione della tratta fino ad Avinguda Tibidabo, completamente sotterranea
- 1977: In seguito a problemi economici, Ferrocarril de Sarrià a Barcelona SA cede la gestione a Ferrocarrils de Via Estreta (FEVE).
- 1978: Lo stato trasferisce la gestione alla Generalitat de Catalunya.
- 1979: Costituzione del servizio ferroviario pubblico della Generalitat de Catalunya, Ferrocarrils de la Generalitat de Catalunya (FGC) che diviene l'operatore della linea.
- 1996: Entra in servizio il metro del Vallès e viene istituita la numerazione dei servizi di FGC. La diramazione verso Avinguda Tibidabo assume la denominazione U7.
- 2001: Entra in vigore l'integrazione tariffaria nella prima cerchia dell'area metropolitana di Barcellona.
- 2003: La linea U7 viene rinominata in linea L7.
- 2008: Viene annunciato il progetto di costruire una stazione di manovra dei treni in corrispondenza della stazione di Plaça de Catalunya.
- 2011: Il nuovo governo della Generalitat de Catalunya annuncia lo studio di alternative per aumentare la frequenza di corsa dei treni e abbandona il progetto della stazione di manovra di Plaça de Catalunya.

## Percorso
| Urban head station in tunnel |

| Urban tunnel stop on track |

| Urban tunnel stop on track |

| Unknown route-map component "utCONTg" | Urban tunnel straight track |  |

| Urban tunnel stop on track + Unknown route-map component "HUBa" | Urban tunnel straight track |  |

| Urban tunnel straight track + Unknown route-map component "HUBlf" | Urban tunnel stop on track + Unknown route-map component "HUBeq" |  |

| Unknown route-map component "utABZg+l" | Unknown route-map component "utSTRr" |  |

| Unknown route-map component "utINT" |

| Unknown route-map component "utINT" |

| Urban End station in tunnel |

|  |

|  |